# Julita Jabłecka-Prysłopska
Julita Barbara Jabłecka-Prysłopska (ur. 30 września 1947 w Krakowie) – polska naukowiec, doktor habilitowany nauk ekonomicznych, specjalistka z dziedziny zarządzania, była prof. KUL, publicystka.

## Życiorys
W latach 1970–1990 pracowała w Instytucie Polityki Naukowej i Szkolnictwa Wyższego, następnie w latach 1990-2009 w Centrum Badań Polityki Naukowej i Szkolnictwa Wyższego Uniwersytetu Warszawskiego, w latach 2010-2011 w Wyższej Szkole Biznesu – National-Louis University w Nowym Sączu, od 2012 w Katolickim Uniwersytecie Lubelskim. W latach 1984/5 jako stypendystka Fulbrighta przebywała w Uniwersytecie Michigan w Ann Arbor, w USA. W 1989/90 brała udział w pracach nad nowym systemem finansowania badań i nad Ustawą o Komitecie Badań Naukowych. Od 1990 jest członkiem Komitetu Naukoznawstwa Polskiej Akademii Nauk, przez dwie kadencje Zastępca Przewodniczącego Komitetu, aktualnie Przewodnicząca Sekcji Polityki Naukowej tego Komitetu. Zajmuje się zagadnieniami zarządzania, organizacji i finansowania oraz ewaluacji w nauce i szkolnictwie wyższym, jest autorką blisko 100 publikacji. Była ponadto wykładowcą Uniwersytetu Jagiellońskiego i Uniwersytetu Warszawskiego.